# Balkanski pakt
Balkanski pakt (tudi balkanska antanta) je bil vojaško-politična zveza, ki so jo sklenile Kraljevina Jugoslavija, Grčija, Romunija in Turčija. Tekst Balkanskega pakta je bil dogovorjen in parafiran v začetku februarja v Beogradu, podpisan pa je bil 9. februarja 1934 v Atenah.
Glavni namen pakta je bil zavarovati se pred ozemeljskimi zahtevami Bolgarije in imperialistično politiko Italije. Hkrati so se podpisnice obvezale, da bodo končale medsebojne ozemeljske težnje, nastale po koncu prve svetovne vojne.
Albanija, Bolgarija, Italija, Madžarska in Sovjetska zveza so podpisu Balkanskega pakta nasprotovale.